# Madeinusa
Madeinusa es una película peruano-española, opera prima de la directora peruana Claudia Llosa, estrenada por primera vez en 2005 en limitados festivales de cine, y luego estrenada el 14 de septiembre de 2006 a nivel nacional. La película recibió 14 premios nacionales e internacionales, entre ellos, el de los Festivales de Cine de Lima, Mar del Plata, Cartagena, Róterdam y Sundance.

## Argumento
En el pequeño y aislado pueblo de Manayaycuna ("el pueblo al que nadie puede entrar" en quechua), ubicado en los Andes peruanos, la joven Madeinusa (interpretada por Magaly Solier) se prepara para la celebración del Tiempo Santo o Semana Santa. Al mismo tiempo, un joven limeño, Salvador (Carlos de la Torre), termina varado en este lugar. 
Durante este periodo, el pueblo experimenta una particular tradición en la que, durante el período de la festividad, las restricciones morales son ignoradas, y los habitantes se entregan a actos de desobediencia y pecado.
Esto sucede desde las tres de la tarde del Viernes Santo hasta las seis de la mañana del Domingo de Resurrección, nada se considera pecado, ya que Dios ha muerto y no puede ver lo que pasa. Durante su estancia en el pueblo, Salvador conoce a Madeinusa (Magaly Solier) y entablan una relación. Después de algunos sucesos, decide aceptar su pedido y llevarla a Lima. Sin embargo, esto no será posible de concretar.

## Producción
La película fue concebida en 2003, su guion fue premiado en el Festival de La Habana.
El rodaje inició en enero de 2005 y duró seis semanas. Fue filmada en un pueblo de la sierra llamado Canrey Chico, en el distrito y provincia de Recuay, dentro del departamento de Áncash en el Perú.
Contó con un presupuesto de 900 mil dólares.
El nombre de la protagonista, al separarse en sílabas, forma la frase "Made in USA" (Hecho en los Estados Unidos).

## Premios y nominaciones
| Año  | Premio                       | Categoría                     | Resultado | Ref.   |
| ---- | ---------------------------- | ----------------------------- | --------- | ------ |
| 2006 | Premios Luces de El Comercio | Cine nacional: Mejor película | Ganadora  | [ 11 ] |